# Fay Allen Des Portes
Fay Allen Des Portes (* 16. Juni 1890 in Winnsboro, Fairfield County, South Carolina; † 1944) war ein US-amerikanischer Diplomat.

## Leben
Seine Eltern waren Sarah Wolfe (* 1865) und Ulysse Ganvier Des Portes. Sein Bruder war Ulysse Ganvier (Jack).
Von 1926 bis 1928 war Des Portes Abgeordneter im Parlament von South Carolina. Von 1928 bis 1936 saß er im Senat von South Carolina.
Am 19. August 1933 wurde Des Portes von Franklin D. Roosevelt als Botschafter nach Bolivien entsandt. Am 15. November 1933 übergab er sein Akkreditierungsschreiben an die Regierung von Daniel Salamanca Urey. Seine Beauftragung wurde anfangs vom Senat nicht bestätigt. Die Neubeauftragung geschah nach der Zustimmung durch den Senat am 15. Januar 1934. Von 1932 bis 1935 war Bolivien am Chacokrieg beteiligt. Am 1. Mai 1936 verließ er den Botschafterposten in La Paz.
Am 25. April 1936 wurde er von Roosevelt als Botschafter nach Guatemala entsandt. Am 22. Mai 1936  übergab er der Regierung von Jorge Ubico Castañeda sein Akkreditierungsschreiben. Sein Vorgesetzter im US-Außenministerium war John Moors Cabot.
In der äußerst wechselvollen Geschichte der Transportes Aéreos Centro Americanos (TACA)  wirkte De Portes mit. Taca gehörte zu dieser Zeit dem US-amerikanischen Reederei-Unternehmen American Export (Am Ex). Lowell Yerex war Geschäftsführer der TACA und hatte einen Vertrag mit der Regierung zum Transport des strategischen Rohstoffes Kautschuk. Pan Am eröffnete im September 1940 Aerovias de Guatemala. Am 9. Oktober erfuhr die US-Botschaft, dass Alfred Denby den Vertrag zum Latextransport von der guatemaltekischen Regierung erhalten hat. Am 11. Oktober 1940 wurde Denby an Aerovias de Guatemala mit 20 % der Aktien beteiligt, während Pan Am 60 % der Aktien hielt und die Ausrüstung lieferte. Denby sollte mit Aerovias de Guatemala, Taca aus dem Geschäft in Guatemala drängen. Des Portes erklärte, dass jede Maßnahmen, welche American Export einschränke, mit großer Besorgnis verfolgt werde.  Ubico äußerte gegenüber Des Portes, er habe den Druck und die Einmischung in guatemaltekische Angelegenheiten satt. Ubico ließ einen US-Handelsvertreter Mitte November 1940 an der Grenze zurückweisen. Am 14. Mai 1943 verließ er den Botschafterposten in Guatemala-Stadt.
Am 27. März 1943 wurde Des Portes von Roosevelt als Botschafter nach Costa Rica entsandt. Am 20. Mai 1943 übergab er der Regierung von Rafael Ángel Calderón Guardia sein Akkreditierungsschreiben. Er sprach in Costa Rica in der Öffentlichkeit US-amerikanisch über vertrauliche Themen. Er pflegte einen sorglosen Umgang mit klassifizierten Unterlagen. Am 4. August 1943 übergab Des Portes Präsident Calderón eine Liste mit 33 Deutsch- und Italienischstämmigen, welche die Botschaft als gefährlich einschätzte, und beantragte deren Deportation in die USA. Bis 13. September 1943 war der Deportation von drei zugestimmt worden. Von den weiteren Enemy Aliens behauptete die Regierung, sie seien nicht gefährlich. Auch die Deportation von Herbert Knöhr, welcher mit Karl Bayer die 66 Mitglieder der NSDAP-AO in Costa Rica anführte, sowie von Ricardo Steinworth einem in Costa Rica geborenen notorischen Nationalsozialisten, wurde abgelehnt. Von der Regierung Costa Ricas wurde argumentiert, die beiden befänden sich unter Hausarrest und könnten deshalb keine weitere Gefahr darstellen.
Calderón widersetzte sich auch der Deportation von Hans Bansbach und erklärte, der Orgelbauer sei unverzichtbar. Ein Affidavit der Diözese San José wurde vorgelegt. Stattdessen bot Calderón fünf Personen, von welchen weder seine Regierung, noch die Botschaft irgendeinen Beweis einer pro-nationalsozialistischen Einstellung hatten, zur Deportation an. Raymond Ickes, der mit Revisionsanträgen von Internierten befasst war, stellte fest, dass dieses Verhalten beispielhaft für den Umgang mit der Deportation war. Am 22. Oktober 1943 räumte der guatemaltekische Außenminister Alberto Echandi Montero bei Gesprächen mit Edward Griffin Trueblood ein, dass er natürlich keinen Grund sehe, die Deutschen aus dem Land zu schicken, dass aber großer Druck auf ihm laste, dies zu tun. Des Portes beschwerte sich über Echandis Einstellung gegenüber den US-Anforderungen. Die Deutschen Amrhein, Steinvorths und die Brüder Hans, Walter und Willie Niehaus waren weiterhin in Costa Rica und bemühten sich bei der Junta de Costudia um die Rückgabe ihres Vermögens. Beamte der Junta de Costudia versuchten nun mittels des Deportationsprogramms, lästige Deutsche loszuwerden. Juntaleiter Andrés van der Laat bat im Oktober 1943 in einem Brief an die US-Botschaft um Ausweitung der Deportationsliste, damit die Geschäftsleute Amrhein, Hans und Willie Niehaus und weitere führende Geschäftsleute die Schönheit von Crystal City genießen könnten. Ihre Abwesenheit würde dem Land guttun.
Am 11. September 1944 verließ er den Botschafterposten in San José.